# ژیان‌مرغک نوارنخودی
ژیان‌مرغک نوارنخودی (نام علمی: Mecocerculus hellmayri) نام یک گونه از تیره ژیان‌مرغ است.